# داستان الیور
داستان الیور (انگلیسی: Oliver's Story) فیلمی در ژانر درام و رمانتیک به کارگردانی جان کورتی است که در سال ۱۹۷۸ منتشر شد.

## بازیگران
- رایان اونیل
- کندیس برگن
- کنت مک‌میلان
- ری میلند
- یوزف زومر
- سوزی کرتز
- ادوارد بینز